# Casa Joaquim Trullàs
La Casa Joaquim Trullàs és un edifici del municipi de Granollers (Vallès Oriental) protegit com a bé cultural d'interès local.

## Descripció
Es tracta d'una construcció entre parets mitgeres que consta d'un soterrani i de tres plantes, limitat pel ràfec i una balustrada a la façana, amb florons.
És de composició simètrica, erigit en pedra a la planta baixa i arrebossat a la resta de l'edifici. Les finestres del primer pis són d'arc rebaixat amb una dovella a la clau i quatre finestres al segon pis amb arcs de mig punt. Els elements formals i decoratius li donen un caràcter eclèctic.

## Història
L'activitat industrial del segle xix portà la indústria tèxtil a Granollers, ciutat que començà la seva creixença amb les manufactures cotoneres i llurs indústries auxiliars, les quals van estendre la trama urbana fora del recinte emmurallat i prop de les vies de comunicació, tot iniciant l'allargament del nucli urbà entre el Congost i el ferrocarril de França. És així com la carretera de Barcelona-Vic es converteix en l'eix de la ciutat, zona d'eixample al final del segle xix, on trobem representats els moviments arquitectònics dels darrers cent anys.